# Roberto Taparelli d'Azeglio
Roberto Taparelli d'Azeglio, né le 24 septembre 1790 à Turin et mort le 24 décembre 1862 dans la même ville, est un homme politique italien.

## Biographie

### Jeunesse et formation
Né le 24 septembre 1790 à Turin, dans une ancienne famille noble piémontaise déscendant des vicomtes d'Auriate. Roberto Taparelli d'Azeglio est le frère de Massimo d'Azeglio.
Il étudie au Collegio dei Tolomei de Sienne de 1799 à 1807. En 1808, il retourne avec sa famille à Turin et devient membre de l'Accademia dei Concordi, qui est alors l'une des manifestations les plus significatives de l'esprit national au Piémont.

### Carrière politique
Auditeur au Conseil d'État à Paris (1809), inspecteur à Rome des travaux d'assèchement des marais Pontins (1811), commissaire de police à Lauenburg (1813), il rentre dans sa patrie en 1814 et fait campagne à Grenoble en 1815. Comme tous les jeunes gens élevés à l'école de Napoléon, il aspire à un grand royaume constitutionnel savoyard en Haute-Italie, et il semble bien qu'il soit le cinquième personnage, mentionné mais non nommé par Santarosa, à assister à la fameuse réunion des chefs de la conspiration avec Charles Albert, le 6 mars 1821. Ayant échoué à la motion, il n'est pas impliqué dans les procès, mais vit néanmoins en exil jusqu'en 1826. En 1814, il épouse Costanza Alfieri di Sostegno, une femme aux rares vertus intellectuelles et morales qui est sa conseillère et sa compagne dans toutes ses plus nobles entreprises. Après 1831, sa principale activité est l'organisation, le développement et l'illustration de la Galerie royale d'art, à laquelle Carlo Alberto l'affecte dès son accession au trône.
Convaincu que la grandeur des peuples repose sur l'éducation civile et morale, il œuvre dès 1835 à la création de jardins d'enfants et d'écoles enfantines, et en fonde même lui-même, les dirigeant personnellement et les dotant d'une fortune non négligeable. En 1847-1848, il met tout en œuvre dans les journaux, les clubs et les réunions privées pour pousser Charles-Albert à accorder le Statut et à entrer en guerre contre l'Autriche : les manifestations publiques de novembre et décembre 1847 et celle du 27 février 1848 sont organisées et dirigées par lui. Nommé immédiatement sénateur (3 avril 1848), il veut suivre le roi au camp, mais démissionne lorsqu'on lui fait comprendre qu'il servira mieux son pays en restant à Turin. Les discordes intestines ne le tourmentent pas moins que la défaite de l'armée. En 1849, il désapprouve la décision de refaire le sort des armes, mais le désastre de Novare ne lui enlève pas sa foi en l'avenir et, plus tard, lorsque des différends surgissent sur l'opportunité d'envoyer des troupes en Crimée, il défend résolument la politique de Cavour. 

### Regia Pinacoteca de Turin
Il est le fondateur et le directeur de la Regia Pinacoteca de Turin à partir de 1830. Son œuvre la plus précieuse est la création de ce musée et la publication, entre 1836 et 1840, d'un ouvrage en quatre volumes consacré à ce musée et comprenant 164 gravures.

### Mort
Il meurt le 24 décembre 1862 à Turin.